# 1092 (szám)
Az 1092 (római számmal: MXCII) az 1091 és 1093 között található természetes szám.

## A szám a matematikában
A tízes számrendszerbeli 1092-es a kettes számrendszerben 10001000100, a nyolcas számrendszerben 2104, a tizenhatos számrendszerben 444 alakban írható fel.
Az 1092 páros szám, összetett szám. Kanonikus alakja 22 · 31 · 71 · 131, normálalakban az 1,092 · 103 szorzattal írható fel. Huszonnégy osztója van a természetes számok halmazán, ezek növekvő sorrendben: 1, 2, 3, 4, 6, 7, 12, 13, 14, 21, 26, 28, 39, 42, 52, 78, 84, 91, 156, 182, 273, 364, 546 és 1092.
Az 1092 két szám valódiosztó-összegeként áll elő, ezek az 1036 és az 1091².

## Csillagászat
- 1092 Lilium kisbolygó